# Баба (крепост)
Вижте пояснителната страница за други значения на Баба.
Баба е наименованието на крепост, находяща се на 10 km източно от Парачин в Поморавието. Разположена е в планината Баба, на юг от пътя Парачин-Честобродица.